# Rei de reis (pel·lícula de 1961)
Rei de reis (títol original en anglès: King of Kings) és una pel·lícula estatunidenca de Nicholas Ray estrenada el 1961, i que relata lliurement episodis de la vida de Jesucrist en el context de la Judea revoltada sota l'ocupació romana. Ha estat doblada al català.

## Argument[2]
El 63 abans de crist, Pompeu conquereix Jerusalem i saqueja la ciutat. Tot just després d'entrar, el conquistador va al temple per apoderar-se del tresor de Salomó i fa massacrar els sacerdots. Descobreix que el tresor no és res més que la col·lecció dels rotlles de la Torà. Decebut, està a punt llançar-los al foc quan un sacerdot supervivent els recull i els col·loca en lloc segur. Molts anys més tard esclata una sèrie de rebel·lions contra l'autoritat de Roma que els romans axafen crucificant els líders i instal·lant el seu home en el tron de Judea: Herodes el Gran.
El fuster Josep i la seva dona Maria, a punt de parir, arriben a Betlem pel cens. No trobant allotjament per a la nit, es refugien en un estable on neix el seu fill, Jesús. Els pastors, seguits dels mags vinguts de l'Orient es reuneixen per adorar-ho. Tanmateix, Herodes, informat del naixement d'un nen-rei, ordena al centurió Lucius i als seus homes d'anar a Betlem i de matar-hi tots els nens nounats. Maria i Josep fugen a Egipte amb el nen. Herodes mor, assassinat pel seu fill Herodes Antipas que pren el poder.
A Natzaret, Jesús, amb dotze anys, treballa amb Josep. Arriben dels soldats sota les ordres de Lucius que s'adona que Jesús ha eludit la massacre dels nounats, però no fa res i demanda només als seus pares que el censin.
Els anys passen. Uns rebels, comandats per Barrabàs i Judes Iscariot, es preparen a atacar la caravana que transporta de Roma a Jerusalem el nou governador de Judea Ponç Pilat i la seva dona Claudia. L'emboscada fracassa i Pilat troba Herodes Antipas a la riba del Jordà, on Joan Baptista predica les multituds. Arriba Jesús, de trenta anys; es fa batejar, després va al desert on és temptat pel diable. Al cap de quaranta dies Jesús va a Galilea on recluta els apòstols.
Durant aquest temps, a Jerusalem, Herodes fa detenir el Baptista que Jesús veurà a la presó. Judas abandona els rebels de Barrabàs i s'ajunta als apòstols. Jesús comença a predicar i reuneix multituds entre les quals es troba fins i tot Claudia, la dona de Pilat, i Lucius. Herodes fa decapitar Joan per un caprici de la seva nora Salomé. Ell mateix, Pilats i el gran sacerdot Caifàs estan aterrits per les obres i els miracles de Jesús. Barrabàs prepara una gran revolta a Jerusalem i, mentrestant, Jesús entra triomfalment a la ciutat santa i va al temple per predicar. Els rebels prenen per assalt la fortalesa Antonia però les legions de Pilat intervenen, aixafen la revolta, provocant centenars de víctimes. Barabbas és detingut. Jesús, el vespre del dijous de Pasqua, sopa una última vegada amb els apòstols i pregarà a Getsemaní.
Durant aquest temps Judas vol que el seu amo alliberi Judea dels romans i per forçar-lo el posa en mans de les autoritats jueves. Jesús és portat davant Pilats; aquest després d'haver començat el procés, el remet a Herodes el qual al seu torn l'hi retorna. Pilats el fa flagel·lar. Claudia suplica al seu marit d'alliberar-lo, però el poble exigeix l'alliberament de Barrabàs i Pilats s'hi inclina. Jesús, portant la creu sobre l'espatlla i la corona d'espines al cap, arriba al Gòlgota i és crucificat amb dos lladres. Desesperat pel que ha fet, Judas es penjarà i el seu cos és trobat per Barrabàs. Jesús mor davant de la seva mare, de l'apòstol Joan, d'alguns soldats, de Claudia i de Lucius (que pronuncia les paraules fatídiques: «Era verdaderament el fill de Déu»). El seu cos baixat de la creu és portat al sepulcre. Maria Magdalena troba la tomba buida i troba Jesús ressuscitat. La pel·lícula s'acaba a la riba del llac Tiberiades on Jésus s'apareix als apòstols i els mana portar el seu missatge arreu del món.

## Repartiment
- Jeffrey Hunter: Jesús
- Robert Ryan: Joan Baptista
- Siobhan McKenna: Maria
- Hurd Hatfield: Ponç Pilat
- Ron Randell: Lucius
- Viveca Lindfors: Claudia
- Rita Gam: Heròdies
- Carmen Sevilla: Maria Magdalena
- Brigid Bazlen: Salomé
- Harry Guardino: Barrabàs
- Rip Torn: Judas
- Frank Thring: Herodes Antipas
- Guy Rolfe: Caifàs
- Royal Dano: Sant Pere
- Edric Connor: Baltasar
- Maurice Marsac: Sant Nicodem
- Grégoire Aslan: Herodes el Gran
- George Coulouris: Guia de camells
- Conrado San Martín: Pompeu
- Gérard Tichy: Josep
- Antonio Mayans: Joan
- Luis Prendes: El bon lladre
- David Davies: l'home fort
- José Nieto: Gaspar
- Rubén Rojo: Mateu
- Fernando Sancho: el possés
- Michael Wager: Thomas
- Félix de Pomés: Josep d'Arimatea
- Adriano Rimoldi: Melcior
- Barry Keegan: el lladre dolent
- Rafael Luis Calvo: Simó de Cireneu
- Tino Barrero: Andreu
- Francisco Morán: el cec
- Orson Welles: narrador

## Premis i nominacions
Nominacions
- 1962: Globus d'Or a la millor banda sonora per Miklós Rózsa

## Galeria

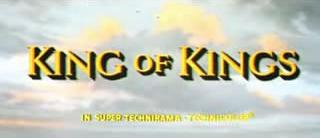
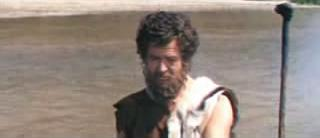
Robert Ryan (Joan Baptista)
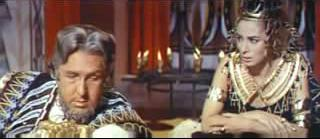
Hurd Hatfield (Ponç Pilat) i Viveca Lindfors (Claudia)
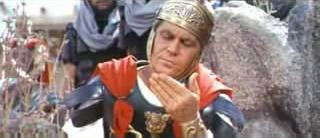
Ron Randell (Lucius)
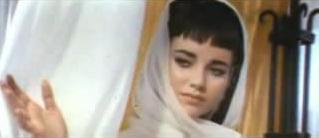
Brigid Bazlen (Salomé)
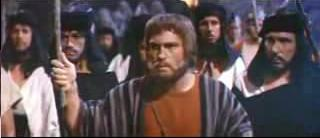
Rip Torn (Judas Iscariot)